# Lieboch
Lieboch é um município da Áustria, situado no distrito de Graz-Umgebung, na estado da Estíria. Tem 11,73 quilômetros quadrados de área e sua população em 2019 foi estimada em 5.149 habitantes.